# Kamień (miara)
Kamień – jednostka masy.
- Jednostka podstawowa anglosaskiego układu jednostek miar używana w Wielkiej Brytanii, niegdyś używana w Irlandii oraz w większości krajów Wspólnoty Narodów. 1 kamień (ang. stone) = 14 funtów = 6,35029318 kg,

- Staropolska jednostka masy. Nazwa jednostki pochodzi od kamieni stanowiących część żaren. 1 kamień = 32 funty nowopolskie = 64 grzywny = 1024 łuty = 12,96 kg.